# 芒特普莱森特 (犹他州)
芒特普莱森特是美国犹他州桑皮特县下属的一座城市。建市于 1852年，面积大约为2.88平方英里（7.5平方公里），海拔约为5,925英尺（1,806米）。根据2010年美国人口普查，该市有人口3,260人。